# Calodexia scurra
Calodexia scurra là một loài ruồi trong họ Tachinidae.